# Karl Schmoll von Eisenwerth (Maler)

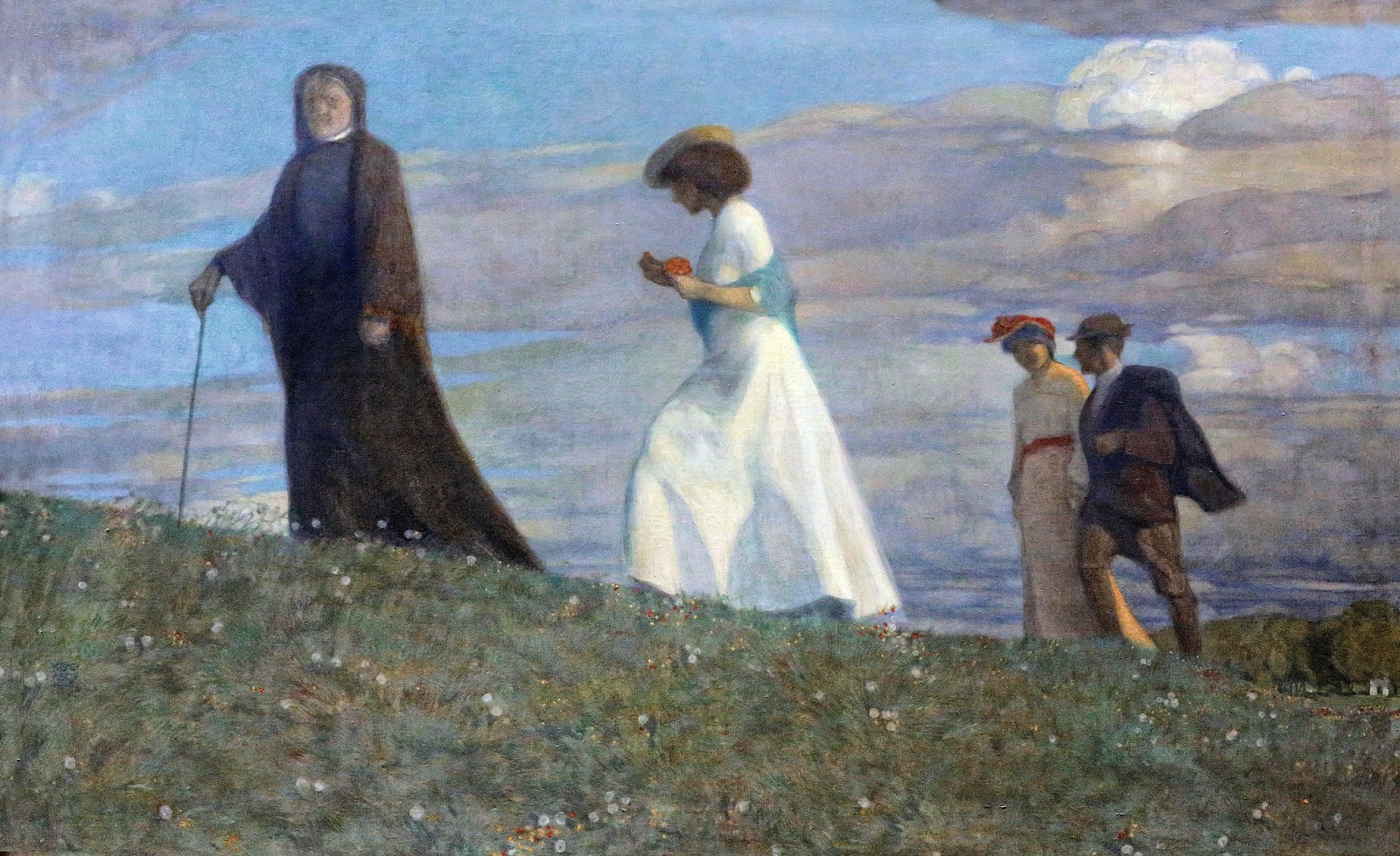
Promenade, 1905

Karl Schmoll von Eisenwerth (* 18. Mai 1879 in Wien; † 7. Juli 1948 auf Gut Osternberg bei Braunau am Inn) war ein deutsch-österreichischer Maler, Grafiker und Glaskünstler des Jugendstils.

## Leben
Karl Schmoll von Eisenwerth stammte väterlicherseits aus St. Wendel im Saarland und mütterlicherseits aus Wien. Sein Vater war der Bauingenieur Anton Adolph Schmoll genannt Eisenwerth. Schmoll von Eisenwerth wuchs in Wien, St. Wendel (ab 1889) und Darmstadt (ab 1895) auf, wo er mit dem Jugendstil in Berührung kam. 1899 bis 1901 studierte er bei Paul Hoecker und Ludwig von Herterich an der Akademie der Bildenden Künste München und malte in Dachau, Burghausen und am Chiemsee. 1906 unterrichtete er Druckgraphik und Zeichnen an der privaten Münchner Kunstschule von Hermann Obrist und Wilhelm von Debschitz (Debschitz-Schule).
1907 wurde Schmoll von Eisenwerth als Professor für „Ornamenten- und Figurenzeichnen, Aquarellieren und dekoratives Entwerfen“ an die Technische Hochschule Stuttgart berufen, der er von 1927 bis 1929 als Rektor vorstand.
Von ihm stammen der im Zweiten Weltkrieg untergegangene Wormser Nibelungenzyklus und das große Wandgemälde im Historischen Lesesaal des Bonatzbaus der Universitätsbibliothek Tübingen, welches das Todesopfer darstellt, das Homer in der Odyssee im XI. Gesang schildert.
Zwar war Karl Schmoll von Eisenwerth Gutsbesitzer seit 1924 im österreichischen Osternberg bei Braunau am Inn und stand auch mit Aristokraten in enger Verbindung, doch seine Familie hatte nie einen Adelsbrief erhalten, nannte sich mithin ohne Berechtigung Schmoll von Eisenwerth. Erst 1910 hatte das Württembergische Justizministerium ihm die Führung des Namens Schmoll von Eisenwerth als bürgerlichen Namen bewilligt, nachdem er im Jahr zuvor ein Gesuch um Weiterführung des von ihm bisher geführten Namens eingereicht hatte.
Von der Gesinnung her „ständisch, kaisertreu und antirepublikanisch“ eingestellt sei Schmoll von Eisenwerth „ein klarer Gegner des Nationalsozialismus“ gewesen, was „zwischen den Zeilen“ seiner Korrespondenz mit Ludwig von Heyl herauszulesen sei. Wegen seiner „nichtkonformen Haltung zum NS-Regime“ geriet er – so die Darstellung im Österreichischen Biographisches Lexikon von 1994 – in „zunehmende Isolierung“. Einem Zeitungsartikel vom 7. Juni 1944, der anlässlich seines 65. Geburtstages erschien, ist freilich zu entnehmen, dass  Schmoll von Eisenwerth nach dem großen „Wandbild im Treppenhaus der Luftkriegs-Akademie in Berlin-Gadow“ (1936) auch noch 1942 „die Kartons für die großen Wandbilder des Offiziersheimes in Vaihingen“ schuf; abschließend wird hervorgehoben, dass „ihm der Herr Reichsminister Dr. Goebbels telegraphisch Glückwünsche übermittelt“ hat.

## Schriften
- Die Kunst und die Gegenwart (Rede). Bonz, Stuttgart 1927 (Digitalisat).
- Ansprachen des Rektors während der Studienjahre 1927/28 und 1928/29. Bonz, Stuttgart 1929 (Digitalisat).

## Belege
1. ↑  Busso Diekamp: Die Nibelungenbilder von Karl Schmoll von Eisenwerth bei Nibelungenlied-Gesellschaft Worms.
2. ↑  Der Bonatzbau, Universitätsbibliothek Tübingen
3. 1 2  Diekamp: Karl Schmoll von Eisenwerth (s. unter Weblinks).
4. 1 2  J. A. Schmoll gen. Eisenwerth: Schmoll von Eisenwerth Karl. In: Österreichisches Biographisches Lexikon 1815–1950 (ÖBL). Band 10, Verlag der Österreichischen Akademie der Wissenschaften, Wien 1994, ISBN 3-7001-2186-5, S. 342 f. (Direktlinks auf S. 342, S. 343).
5. ↑  Landesarchiv Baden-Württemberg, Abt. Hauptstaatsarchiv Stuttgart, E 156 Bü 414: Schmoll von Eisenwerth Gesuch des Karl Schmoll um Weiterführung des Namens "Schmoll von Eisenwerth" in der Deutschen Digitalen Bibliothek
6. ↑  Professor Karl Schmoll von Eisenwerth 65 Jahre alt. In: Neue Warte am Inn. Jg. 64. Nr. 23 vom 7. Juni 1944, S. 3 (online bei ANNO).

| Personendaten    | Personendaten                                             |
| ---------------- | --------------------------------------------------------- |
| NAME             | Schmoll von Eisenwerth, Karl                              |
| KURZBESCHREIBUNG | deutsch-österreichischer Maler, Grafiker und Glaskünstler |
| GEBURTSDATUM     | 18. Mai 1879                                              |
| GEBURTSORT       | Wien                                                      |
| STERBEDATUM      | 7. Juli 1948                                              |
| STERBEORT        | Gut Osternberg, Braunau am Inn                            |